# L'Illusionniste double et la Tête vivante
L'Illusionniste double et la Tête vivante és una pel·lícula francesa dirigida per Georges Méliès, estrenada el 1900 a l'inici del cinema mut.

## Sinopsi
Un home es dobla, fa cobrar vida el cap de dona, que finalment dota de tot un cos, abans que un tercer home disfressat faci desaparèixer aquesta figura femenina. Els dos homes es tornen a fugir del tercer, que resulta que porta una disfressa i sembla exactament com el primer.

## Distribució
- Georges Méliès: els dos il·lusionistes i el diable.[1][2]